# Beaurepaire (Oise)
Beaurepaire ist eine französische Gemeinde mit 64 Einwohnern (Stand: 1. Januar 2022) im Département Oise in der Region Hauts-de-France (vor 2016: Picardie). Sie gehört zum Arrondissement Senlis, zum Kanton Pont-Sainte-Maxence und zum Gemeindeverband Pays d’Oise et d’Halatte. Die Einwohner werden Belliripariens genannt.

## Geographie
Die Gemeinde Beaurepaire liegt an der Oise, etwa neun Kilometer nordöstlich von Creil und etwa elf Kilometer nördlich von Senlis. Umgeben wird Beaurepaire von den Nachbargemeinden Brenouille im Nordwesten und Norden, Pont-Sainte-Maxence im Nordosten und Osten, Fleurines im Süden sowie Verneuil-en-Halatte im Südwesten und Westen.

## Bevölkerungsentwicklung
| Jahr                       | 1962 | 1968 | 1975 | 1982 | 1990 | 1999 | 2006 | 2014 | 2021 | 2021 |
| Einwohner                  | 113  | 91   | 84   | 70   | 74   | 67   | 60   | 62   | 65   | 65   |
| Quellen: Cassini und INSEE |      |      |      |      |      |      |      |      |      |      |

## Sehenswürdigkeiten
- Kirche Saoint-Hubert
- Schlosskapelle Saint-Hubert, im Schlosspark gelegen, um 1510 errichtet, Monument historique
- Schloss Beaurepaire aus dem 16. Jahrhundert, Monument historique

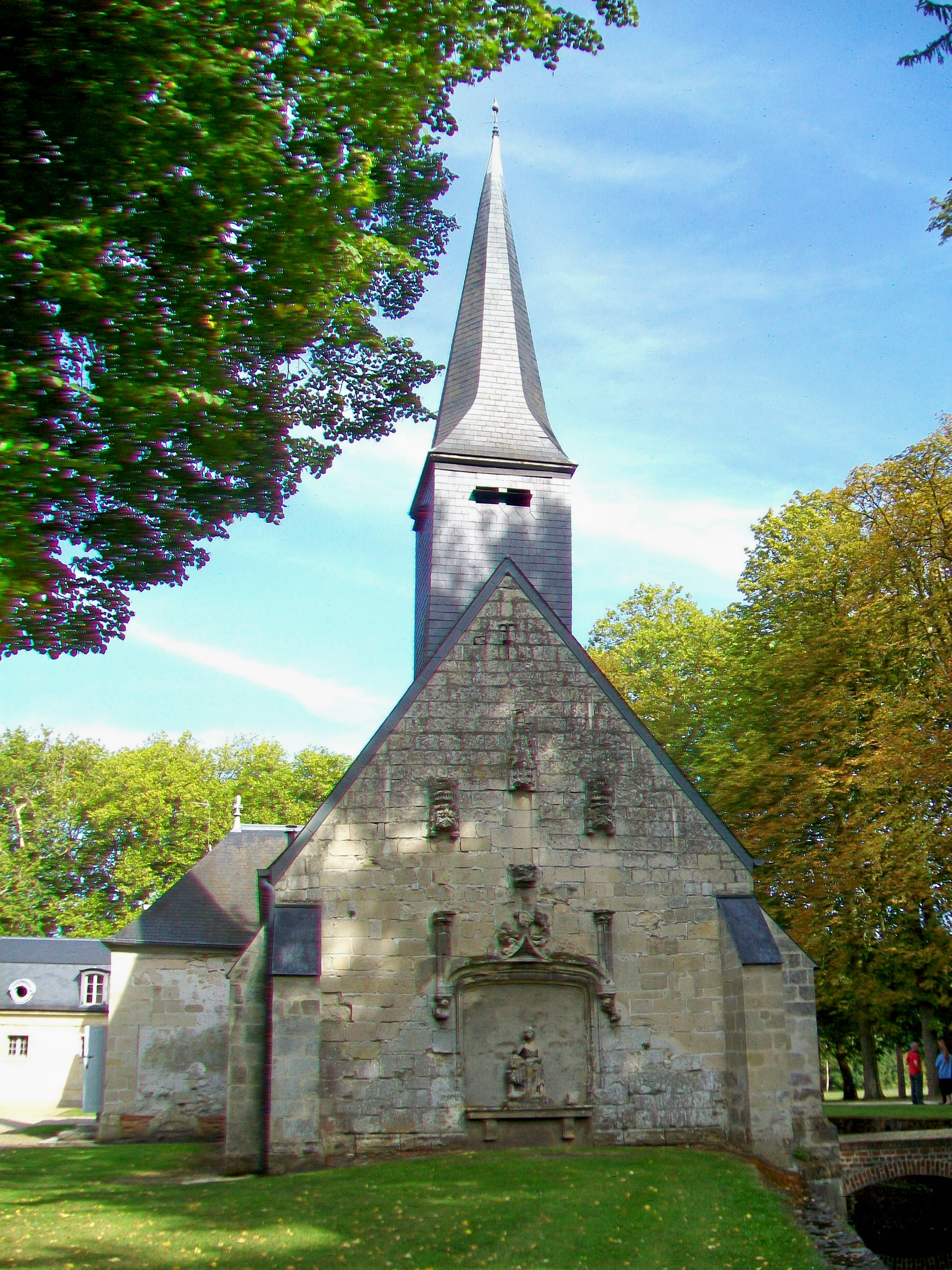
Kirche Saint-Hubert
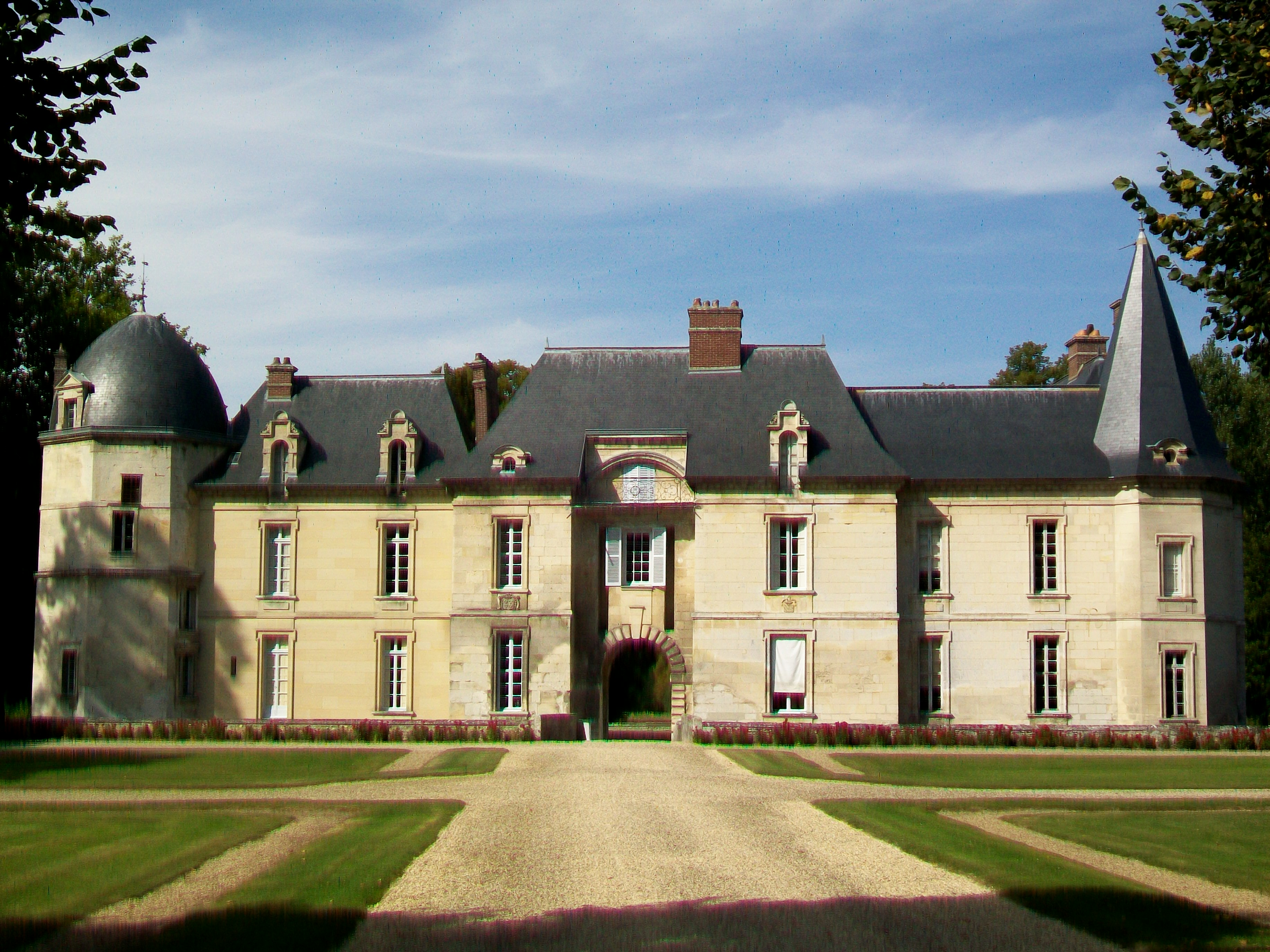
Schloss Beaurepaire
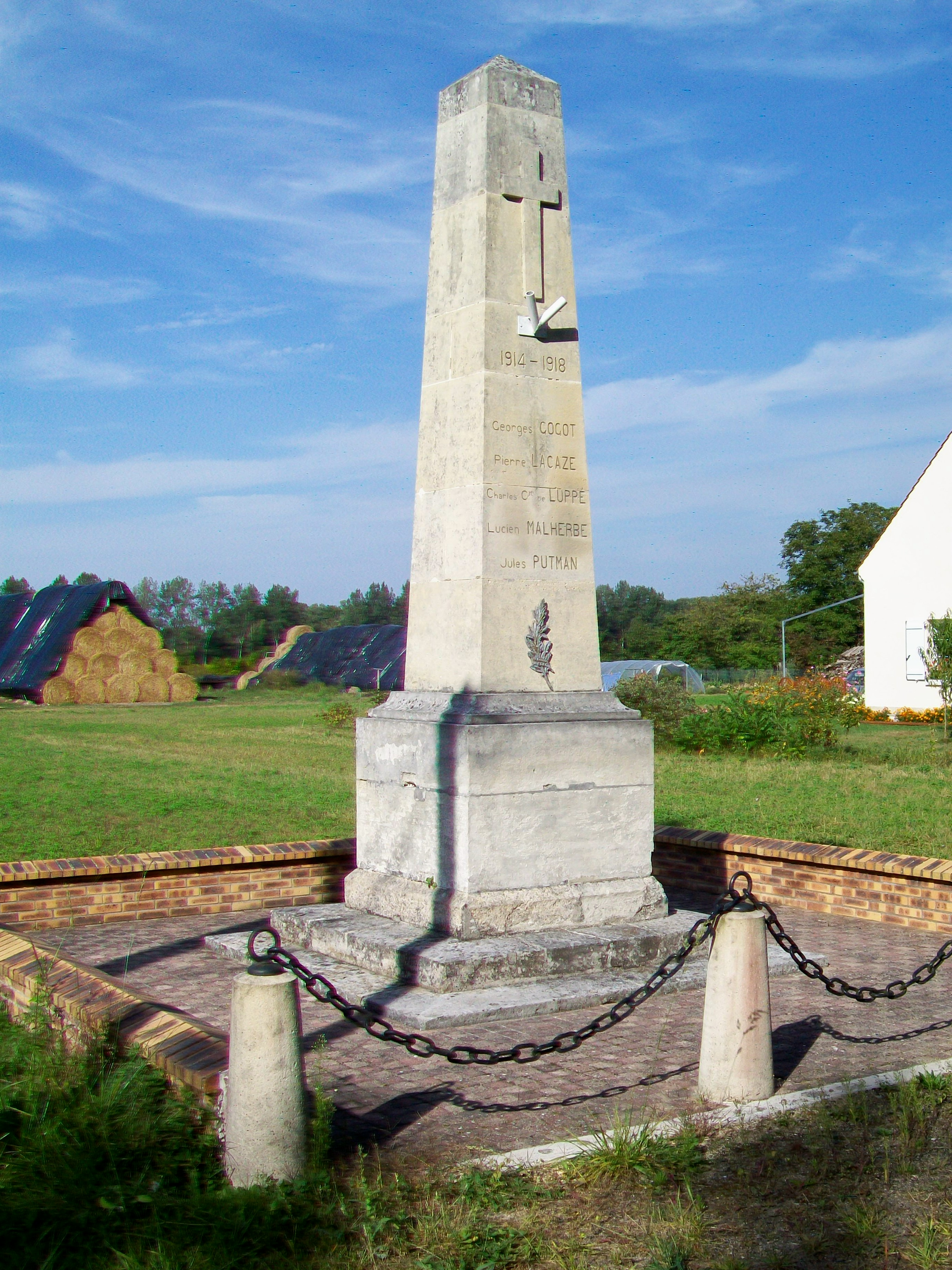
Gefallenendenkmal